# 刘刚 (生物学家)
刘刚，湖南农业大学教授，研究领域为微生物学等。发表论文百余篇，获得多项授权专利，参与多个中国国家重点课题，担任2014年度哈萨克斯坦科学项目评审委员会评审委员、多个期刊编委。

## 生平
2002年获得南开大学微生物学学士学位。2002年至2009年，就读于中国科学院微生物研究所，获得遗传学硕士/博士学位。
2009年至2013年间，在中科院亚热带农业生态研究所、北卡罗莱纳州立大学工作或担任访问学者。2019年至今担任湖南农业大学生物科学技术学院教授。

## 学术兼职
担任期刊Animal Nutrition，PLoS one，Biomed Research International ，Current Pharmaceutical Design，Frontiers in Bioscience-Landmark编委